# August Gunnarsson
August Gunnarsson, född 31 mars 1996 i Örebro, Närke, är en svensk professionell ishockeyspelare som spelar för Färjestad BK i SHL.